# Rafita (cortos animados)
Rafita es una serie de cortos animados dirigidos y producidos por el actor Diego Luna a través de su productora, Canana y animados por la empresa de producción audiovisual Metacube. Empezaron a transmitirse el 11 de junio de 2010 por Televisa, después del partido México vs Sudáfrica en la Copa Mundial de Fútbol Sudáfrica 2010.
Cuenta con las voces del mismo Luna, José María Yazpik como "El Negro" y Jesús Ochoa como el narrador.

## Argumento
Rafita es un vendedor de piratería que fue elegido diputado federal en México y ya en funciones, es enviado al Congreso de la Unión de los Estados Unidos Mexicanos.
En el Congreso él y su asistente, El Negro, descubren una bóveda secreta donde el Congreso guarda sus secretos. Ahí descubren la verdadera copa mundial que fue robada en 2009, durante un recorrido de la copa por el país.
Rafita decide viajar a Sudáfrica con dinero del herario público para devolver la verdadera copa del mundo.

## Reacción ante aparición de Mandela
Causó una interpretación negativa de ciertos espectadores mexicanos al mostrarse al presidente Nelson Mandela envuelto en una de las aventuras. 
El director, Diego Luna, hizo declaraciones para aclararar el malentendido y explicar que la falta de respeto mostrada por el personaje hacia el expresidente, es una parodia a la figura de los diputados mexicanos y no una falta de respeto al mandatario Sudafricano.
- Datos: Q6098215